# جهاز منتج للدم
جهاز منتج للدم (بالإنجليزية: Haematopoietic system)‏ هو جهازٌ في الجسم مسؤولٌ عن إنتاج خلايا الدم.